# Big Bird
Big Bird est un gros oiseau jaune apparaissant dans l'émission pour enfants Sesame Street. En France, le personnage apparaît sous le nom de Toccata dans 1, rue Sésame. Il possède une étoile sur le Walk of Fame, au no 7021 d'Hollywood Boulevard.

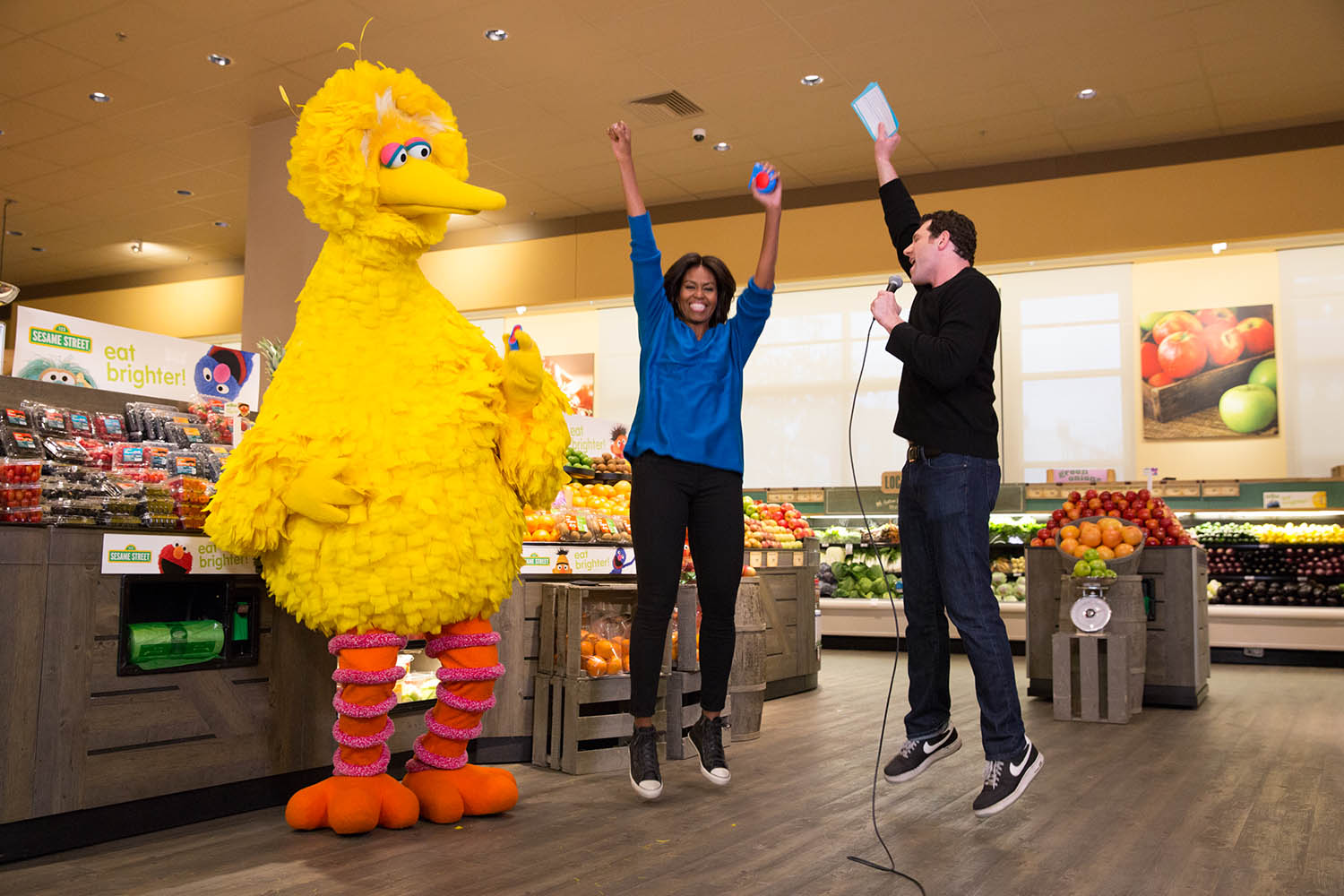
Big Bird avec Michelle Obama durant le jeu « Let's Move! » du show Billy on the Street animé par Billy Eichner (diffusé par Funny or Die), à Washington D.C., le 12 janvier 2015.

Caroll Spiney a prêté la voix de 1969 à 2018, et a mis le déguisement jusqu'en à 2015. Puis, Matt Vogel (en) met à son tour le déguisement dès 1998 avant de prêter sa voix en 2002, et est l'actuel Big Bird.

## Dans la culture populaire
Big Bird affronte le basketteur légendaire Larry Bird dans un épisode de  Flash In The Pan Hip Hop Conflicts of Nowadays